# Głogów
Głogów ([ˈɡwɔɡuf] ⓘ; tiếng Đức: Glogau, rarely Groß-Glogau, tiếng Séc: Hlohov) là một thành phố thuộc hạt Głogowski, tỉnh Dolnośląskie, Ba Lan.